# Негацијска нормална форма
Логичка формула је у негацијској нормалној форми ако се негације јављају само уз атомичке исказне формуле, а у формули се јављају само везници {{\displaystyle \lnot ,\lor ,\land }}. У класичној логици свака формула може да се преведе у ову форму тако што се импликације и еквиваленције замене својим дефиницијама, искористе се де Морганови закони да се негације спусте што је могуће дубље, и елиминишу се двоструке негације. Овај процес се може представити следећим логичким еквиваленцијама:
{\displaystyle \lnot (\forall x\;G)\equiv \exists x\;\lnot G}
{\displaystyle \lnot (\exists x\;G)\equiv \forall x\;\lnot G}
{\displaystyle \lnot \lnot G\equiv G}
{\displaystyle \lnot (G_{1}\land G_{2})\equiv (\lnot G_{1})\lor (\lnot G_{2})}
{\displaystyle \lnot (G_{1}\lor G_{2})\equiv (\lnot G_{1})\land (\lnot G_{2})}
Формула у негацијској нормалној форми се може превести у јачу конјуктивну нормалну форму или дисјунктивну нормалну форму применом дистрибутивних закона.